# Radu Malfatti
Radu Malfatti, né le 16 décembre 1943 à Innsbruck dans le Land du Tyrol en Autriche, est un musicien de musique improvisée et compositeur jouant du trombone.

## Biographie
Il apprend la musique sous la houlette de Eje Thelin à l'Académie de musique de Graz dans les années 60. Il est invité à Hambourg pour participer à une rencontre de jazz et il fait la connaissance des musiciens John Surman, Alan Skidmore et Tony Oxley. Au début des années 70 il rencontre Chris McGregor, Evan Parker, Derek Bailey, Paul Lovens et Paul Lytton. Lorsqu'il s'installe à Londres en 1972, il participe à des orchestres de jazz comme Brotherhood of Breath ou Elton Dean's Ninesense. Entre 1976 et 1978, il vit entre Zurich et Florence. Il élargit alors encore sa palette de rencontre et joue avec Stephen Wittwer, Irène Schweizer, Léon Francioli, Pierre Favre, Tristan Honsinger, Sean Bergin, Roberto Bellatalla, Guido Mazzon et Roscoe Mitchell. Il retourne vivre à Amsterdam en 1978 (ou il a vécu de 1970 à 1972) et joue avec les pianistes Misha Mengelberg et Fred Van Hove (le groupe M.L.A. 'Blek') ou bien encore avec le saxophoniste Joe McPhee (au sein du Joe McPhee Po Music).
Durant les années 80, il se questionne sur sa pratique musicale et commence à s'écarter des musiques improvisées. Radu Mafatti dit de cette époque qu'il a « commencé à ressentir un certain dogmatisme dans la façon de jouer et de penser ». Durant ces années il commence à réintroduire des parties écrites dans ses travaux. Au début des années 90, sa musique est alors marquée par l'importance du silence dans les compositions. L'album Ohrkiste sortit en 1992 regroupe un ensemble d'improvisateur qu'il dirige. Il s'agit pour lui de « la première manifestation de ce changement ». En 1994 il rencontre Antoine Beuger et participe au collectif Wandelweiser qui s’intéresse également au silence comme une composante de la composition musicale. Son album Radu Malfatti sortit sur Edition Wandelweiser Records  consiste seulement en de brefs coups de trombones suivis de longues périodes de silence.
Aujourd'hui Radu Malfatti poursuit cette pratique du réductionnisme ou de l’ultraminimalisme en solo ou en groupe de manière improvisée ou écrite. Depuis 2007 il édite des projets sur son label B-Boim Records avec des artistes tels que Lucio Capece, Michael Pisaro ou Jürg Frey.

## Sources
- interview par Guillaume Bellhomme, décembre 2012
- (en) European Free Improvisation Pages